# Урулюнгуй (река)
Урулюнгу́й — река в Забайкальском крае России, левый приток Аргуни.
Исток реки находится на юго-восточном склоне Нерчинского хребта. По обе стороны от реки протягивается Кличкинский хребет. Длина реки составляет 189 км, площадь водосбора — 8360 км². Течение реки очень извилистое; в среднем течении на протяжении 20—25 км постоянный водоток отсутствует. Ледяной покров обычно устанавливается в третьей декаде октября, разрушается в конце апреля. Продолжительность ледостава составляет 160—185 дней.
Реку образует слияние рек Хундуй и Барун-Хундуй. Притоки: Нарын, Могойтуй, Манкечур, Зерен, Тасуркай, Кондуй, Бырка.
На низкой надпойменной террасе в низовьях реки Хирхира, впадающей в Урулюнгуй, находится памятник археологии федерального значения Хирхиринский городок, Хирхиринское городище, остатки города второй четверти XIII — XIV века. Рядом был найден Чингисов камень — эпиграфический памятник с надписью старомонгольским письмом (датируется 1224—1225 годами).

## Топографические карты
- Лист карты M-50-XVIII Приаргунск. Масштаб: 1 : 200 000. Указать дату выпуска/состояния местности.
- Лист карты M-50-XVII Краснокаменск. Масштаб: 1 : 200 000. Состояние местности на 1982 год. Издание 1985 г.
- Лист карты M-50-XVI Кличка. Масштаб: 1 : 200 000. Указать дату выпуска/состояния местности.